# Lhota (district de Zlín)
Pour les articles homonymes, voir Lhota.
Lhota (en allemand : Groß Lhotta) est une commune du district et de la région de Zlín, en Tchéquie. Sa population s'élevait à 890 habitants en 2020.

## Géographie
Lhota se trouve à 8 km au sud-ouest de Zlín, à 73 km à l'est de Brno et à 250 km au sud-est de Prague.
La commune est limitée par Zlín au nord et à l'est, par Bohuslavice u Zlína au sud-est, par Šarovy au sud et Komárov à l'ouest.

## Histoire
La première mention écrite du village date de 1362.

## Transports
Par la route, Lhota se trouve à 8 km de Zlín, à 121 km de Brno et à 334 km de Prague.